# Lucien Kassi-Kouadio
Lucien Kassi-Kouadio (12 de dezembro de 1963 – Abidjã, 4 de dezembro de 2024) foi um futebolista profissional marfinense que atuava como meia. Morreu na noite do dia 4 de dezembro de 2024, num hospital de Abidjã, capital da Costa do Marfim.

## Carreira
Lucien Kassi-Kouadio se profissionalizou no Stade d'Abidjan.

## Seleção
Lucien Kassi-Kouadio integrou a Seleção Marfinense de Futebol na Copa Rei Fahd de 1992, na Arábia Saudita.

## Títulos
Costa do Marfim
- Copa das Nações Africanas: 1992